# الوصايا الطقسية
الوصايا الطقسية، هي قائمة ببعض القوانين المتعلقة بالطقوس اليهودية ذُكرت في سفر الخروج 34 من العدد 11 إلى العدد 26. هذه القوانين هي مماثلة لقانون العهد، ويليها نص الوصايا العشر. تُسمى هذه الوصايا بالطقسية لأنها تهتم بالطقوس، ولتميزها عن الوصايا الأخلاقية التي تُعرف بالوصايا العشر.
يحاول علماء الكتاب المقدس النقديين فهم مجموعتي الوصايا. قارن العلماء الأوائل الذين تبنوا اقتراح يوهان جوته: الوصايا «الطقسية» مع الوصايا «الأخلاقية»، - وهي النصوص المعروفة بشكل عام باسم الوصايا العشر - اعتقادًا منهم بأن الكتاب المقدس يقول بأن التركيز على الطقوس يؤدي إلى الأخلاق، وجادلوا بأن الطقوس تم استباطها من الوصايا الأخلاقية. يسمي عدد قليل من علماء الكتاب المقدس الآيات الواردة في سفر خروج 34 «قانون العهد الصغير»، حيث يبدو أنها نسخة مدمجة من قانون العهد.

## نص الوصايا
النص من سفر الخروج 34 من العدد 11 إلى العدد 26:
| الوصايا الطقسية | 11 اِحْفَظْ مَا أَنَا مُوصِيكَ الْيَوْمَ. هَا أَنَا طَارِدٌ مِنْ قُدَّامِكَ الأَمُورِيِّينَ وَالْكَنْعَانِيِّينَ وَالْحِثِّيِّينَ وَالْفِرِزِّيِّينَ وَالْحِوِّيِّينَ وَالْيَبُوسِيِّينَ. 12 اِحْتَرِزْ مِنْ أَنْ تَقْطَعَ عَهْدًا مَعَ سُكَّانِ الأَرْضِ الَّتِي أَنْتَ آتٍ إِلَيْهَا لِئَلاَّ يَصِيرُوا فَخًّا فِي وَسَطِكَ، 13 بَلْ تَهْدِمُونَ مَذَابِحَهُمْ، وَتُكَسِّرُونَ أَنْصَابَهُمْ، وَتَقْطَعُونَ سَوَارِيَهُمْ. 14 فَإِنَّكَ لاَ تَسْجُدُ لإِلهٍ آخَرَ، لأَنَّ الرَّبَّ اسْمُهُ غَيُورٌ. إِلهٌ غَيُورٌ هُوَ. 15 اِحْتَرِزْ مِنْ أَنْ تَقْطَعَ عَهْدًا مَعَ سُكَّانِ الأَرْضِ، فَيَزْنُونَ وَرَاءَ آلِهَتِهِمْ وَيَذْبَحُونَ لآلِهَتِهِمْ، فَتُدْعَى وَتَأْكُلُ مِنْ ذَبِيحَتِهِمْ، 16 وَتَأْخُذُ مِنْ بَنَاتِهِمْ لِبَنِيكَ، فَتَزْنِي بَنَاتُهُمْ وَرَاءَ آلِهَتِهِنَّ، وَيَجْعَلْنَ بَنِيكَ يَزْنُونَ وَرَاءَ آلِهَتِهِنَّ. 17 لاَ تَصْنَعْ لِنَفْسِكَ آلِهَةً مَسْبُوكَةً. 18 تَحْفَظُ عِيدَ الْفَطِيرِ. سَبْعَةَ أَيَّامٍ تَأْكُلُ فَطِيرًا كَمَا أَمَرْتُكَ فِي وَقْتِ شَهْرِ أَبِيبَ، لأَنَّكَ فِي شَهْرِ أَبِيبَ خَرَجْتَ مِنْ مِصْرَ. 19 لِي كُلُّ فَاتِحِ رَحِمٍ، وَكُلُّ مَا يُولَدُ ذَكَرًا مِنْ مَوَاشِيكَ بِكْرًا مِنْ ثَوْرٍ وَشَاةٍ. 20 وَأَمَّا بِكْرُ الْحِمَارِ فَتَفْدِيهِ بِشَاةٍ، وَإِنْ لَمْ تَفْدِهِ تَكْسِرُ عُنُقَهُ. كُلُّ بِكْرٍ مِنْ بَنِيكَ تَفْدِيهِ، وَلاَ يَظْهَرُوا أَمَامِي فَارِغِينَ. 21 سِتَّةَ أَيَّامٍ تَعْمَلُ، وَأَمَّا الْيَوْمُ السَّابِعُ فَتَسْتَرِيحُ فِيهِ. فِي الْفَلاَحَةِ وَفِي الْحَصَادِ تَسْتَرِيحُ. 22 وَتَصْنَعُ لِنَفْسِكَ عِيدَ الأَسَابِيعِ أَبْكَارِ حِصَادِ الْحِنْطَةِ. وَعِيدَ الْجَمْعِ فِي آخِرِ السَّنَةِ. 23 ثَلاَثَ مَرَّاتٍ فِي السَّنَةِ يَظْهَرُ جَمِيعُ ذُكُورِكَ أَمَامَ السَّيِّدِ الرَّبِّ إِلهِ إِسْرَائِيلَ. 24 فَإِنِّي أَطْرُدُ الأُمَمَ مِنْ قُدَّامِكَ وَأُوَسِّعُ تُخُومَكَ، وَلاَ يَشْتَهِي أَحَدٌ أَرْضَكَ حِينَ تَصْعَدُ لِتَظْهَرَ أَمَامَ الرَّبِّ إِلهِكَ ثَلاَثَ مَرَّاتٍ فِي السَّنَةِ. 25 لاَ تَذْبَحْ عَلَى خَمِيرٍ دَمَ ذَبِيحَتِي، وَلاَ تَبِتْ إِلَى الْغَدِ ذَبِيحَةُ عِيدِ الْفِصْحِ. 26 أَوَّلُ أَبْكَارِ أَرْضِكَ تُحْضِرُهُ إِلَى بَيْتِ الرَّبِّ إِلهِكَ. لاَ تَطْبُخْ جَدْيًا بِلَبَنِ أُمِّهِ. | الوصايا الطقسية |